# Konrad Zuse
Konrad Ernst Otto Zuse (født 22. juni 1910, død 18. december 1995) var en tysk ingeniør og computerpioner. Zuses største bedrift regnes for at være design og opbygning Z3, færdiggjort i 1941. Z3 var verdens første fungerende computer, dog med programmer lagret på eksterne bånd (ikke i internt lager).
Z3 regnes ofte for den første computer, men som med andre komplicerede opfindelser kan computeren med nogen ret siges af være opfundet i flere omgange, uafhængigt af hinanden. Om Z3 kan regnes som en komplet computer afhænger i nogen grad af, hvordan computere defineres. Det ligger dog fast at Z3 havde hovedparten af de egenskaber, vi i dag forventer af en computer.
Zuse designede også hvad der regnes som det første programmeringssprog, Plankalkül i 1945. Plankalkül blev imidlertid ikke implementeret i Zuses levetid og fik således ikke indflydelse på den senere udvikling.
Zuse grundlagde i 1946 virksomheden Zuse KG, verdens første computer-virksomhed. Zuse KG byggede og leverede i 1950 maskinen Z4, verdens første kommercielle computer.
På grund af krigen var Zuse uden kontakt med den udvikling af computere og tilhørende teknologi og teori der foregik i UK og særligt i USA. Zuses arbejde blev først sent opdaget af andre pionerer inden for feltet, og fik derfor – trods at han på en lang række områder var "først" – ikke væsentlig betydning for den tidlige udvikling af computere. Den tidligste dokumenterede kontakt mellem Zuse og den internationale computerverden var at IBM i 1946 sikrede sig rettigheder til at anvende en række af Zuses patenter.
Der er udstillet kopier at Z3 og Z4 på Deutsches Museum i München. Deutsches Technikmuseum Berlin i Berlin har en særudstilling om Konrad Zuse og hans arbejde, bl.a. en kopi af Z1, originale dokumenter og tegninger, bl.a. Plankalkül.

## Zuses arbejde før 2. verdenskrig: Z1
Zuse blev født i Berlin i Tyskland og uddannede sig som bygningsingeniør ved Technische Hochschule Berlin-Charlottenburg (i dag Technische Universität Berlin), hvor han tog embedseksamen i 1935. I sin studietid udførte Zuse en stor mængder beregninger, et arbejde han fandt meget kedeligt. Under dette arbejde opstod drømmen om at kunne udføre beregningerne automatisk på en maskine.
Efter at have afsluttet sine studier blev Zuse ansat på flyfabrikken Henschel i Dessau, men kun et år senere opsagde han sin stilling for a forfølge sin drøm om at bygge en automatisk regnemaskine. I 1938 byggede Zuse Z1 i sine forældres lejlighed. Z1 var en elektrisk drevet mekanisk regnemaskine med begrænset programmerbarhed. Z1 læste sit program fra en hulstrimmel. Z1 blev imidlertid aldrig pålidelig pga. mangel på tilstrækkeligt præcist forarbejdede dele.

## Zuses arbejde under 2. verdenskrig: Z2, Z3 og Z4
Anden verdenskrigs udbrud isolerede Zuse fra den udvikling af computere og automatiske regnemaskiner der foregik i USA og UK. Zuse havde således ikke mulighed for at arbejde sammen med ligesindede i udlandet, eller for blot at udveksle ideer.
I 1939 blev Zuse indkaldt til militærtjeneste, men det lykkedes ham at overtale hæren til at lad ham fortsætte med bygge computere. I 1940 lykkedes det ham at få støtte fra AVA, Aerodynamische Versuchsanstalt, som brugte hans regnemaskiner til udvikling af radio-styrede svæve-bomber. Zuse byggede Z2, en forbedret udgave af Z1, med anvendelse af telefon-relæer (i stedet for mekanik). Zuse grundlagde virksomheden Zuse Apparatebau med det formål at fremstille og sælge hans programmerbare regnemaskiner.
I 1941 konstruerede Zuse Z3, en betydeligt mere ambitiøs maskine. Z3 var en binær programmerbar regnemaskine, med mulighed for løkker, med hukommelse og med en en regne- og styreenhed opbygget med telefon-relæer. Z3 havde således stort set alle funktioner der kendes fra moderne computere, pånær betinget hop, og regnes derfor af mange som den første egentlige computer.
Zuse opnåede aldrig at få den samme grad af støtte som hans samtidige i USA og UK, og Z3 blev således i nogen udstrækning opbygget med relæer kasseret i telefon-produktionen. Zuses virksomhed og Z3 maskinen blev ødelagt i 1945 under allierede luftangreb. Zuse var på dette tidspunkt i gang med opbygning af en ny maskine, Z4, uden for Berlin. Z4 overlevede luftangrebene, men blev først færdiggjort i 1949.
Mellem 1941 og 1945 skabte Zuse programmeringssproget Plankalkül, et sprog han dog ikke implementerede, og ikke publicerede før 1972. Plankalkül fik således, trods sin status som det første programmeringssprog, ikke nogen betydning for den senere udvikling.

## Efter krigen
Zuse grundlagde i 1946 virksomheden Zuse-Ingenieurbüro Hopferau. Kapital skaffede han fra ETH Zürich, og ved at sælge rettigheder til en række patenter til IBM. I 1949 grundlagde Zuse virksomheden Zuse KG. Denne virksomhed færdiggjorde i september 1950 Z4 og leverede maskinerne til ETH Zürich. Maskinen var på dette tidspunkt den eneste fungerende computer på europæiske kontinent, og den første computer i verden der blev solgt på kommercielle vilkår.
Zuse byggede og solgte efterfølgende en række computer-modeller, alle med navne bestående af Z efterfulgt af et tal. Værd at bemærke er model Z11, som solgtes til den optiske industri og en række universiteter, og Z22, den første computer med magnetisk lager.
Zuse solgte i 1967 Zuse KG til Siemens. Zuse KG havde på det tidspunkt bygget og solgt 251 computere.

## Efter 1967
I 1967 fremsatte Zuse den tese, at universet består af et netværk af computere. Han udbyggede ideen med udgivelsen af bogen Rechnender Raum i 1969. Stephen Wolfram's bog A New Kind of Science fremsætter grundlæggende den samme tese, og tanken har siden Wolframs bog opnået betragtelig udbredelse.
Mellem 1987 og 1989 genopbyggede Zuse Z1. Den færdige maskine har 30.000 komponenter og kostede 800,000 DM at bygge. Projektet blev betalt af Siemens.
Zuse døde 18. december 1995 i Hünfeld.

## Eksterne links
- Konrad Zuse Internet Archive
- Professor Dr.-Ing. habil. Horst Zuse – af Horst Zuse (K. Zuse's søn) (tysk)
- Konrad Zuse
- Konrad Zuse, inventor of first working programmable computer
- Zuse's thesis: The Universe is a Computer
- Deutsches Technikmuseum Berlin Arkiveret 1. juni 2020 hos  Wayback Machine
- Computermuseum Kiel Z11 Arkiveret 25. juli 2011 hos  Wayback Machine
- Computermuseum Kiel Z22 Arkiveret 25. juli 2011 hos  Wayback Machine
- Computermuseum Kiel Z25 Arkiveret 25. juli 2011 hos  Wayback Machine
- Institut für Angewandte Mathematik - ETH Zürichs website (tysk)